# Home of Peace Cemetery
Het Home of Peace Cemetery is een joodse begraafplaats gelegen in Los Angeles in de Verenigde Staten. Op deze begraafplaats liggen tal van beroemdheden begraven.
Een overzicht van beroemdheden die hier begraven liggen:
- Fanny Brice (1891-1951), later herbegraven op Westwood Village Memorial Park Cemetery
- Curly Howard (1903-1952) (The Three Stooges)
- Shemp Howard (1895-1955) (The Three Stooges)
- Carl Laemmle (1867-1939)
- Carl Laemmle jr. (1908-1979)
- Louis B. Mayer (1884-1957)
- Jack L. Warner (1892-1978)